# موزه بین‌المللی هنر نائیف
موزه بین‌المللی هنر نائیف (فرانسوی: Musée International d'Art Naïf‎) واقع در ۱۵، خیابان دو لا ماری در روستای ویک،۲۵ کیلومتری ورسای در مرکز دپارتمان ایولین در فرانسه است.
این موزه که در ۱۹۷۳ افتتاح شده، خانهٔ سابق مکس فورنی و همسرش فرانسوا ادنه است که نقاشیهایشان هم در مجموعه قرار دارد.
موزه سازمانی سازمان ناسودبر است.